# Savioja (Rõuge)
Savioja is een plaats in de Estlandse gemeente Rõuge, provincie Võrumaa. De plaats heeft de status van dorp (Estisch: küla).
Savioja lag tot in oktober 2017 in de gemeente Misso. In die maand werd Misso opgedeeld tussen de gemeenten Rõuge en Setomaa.

## Bevolking
De ontwikkeling van het aantal inwoners blijkt uit het volgende staatje:
| Jaar            | 2000 | 2011 | 2017 | 2019 | 2021 |
| --------------- | ---- | ---- | ---- | ---- | ---- |
| Aantal inwoners | 5    | 5    | 5    | 4    | 5    |

## Ligging
Savioja ligt in een merengebied. Op het grondgebied van het dorp ligt het meer Suujärv, terwijl het meer Palajärv op de grens met het buurdorp Käbli ligt. De rivier Kuura loopt door het dorp (en door het Palajärv). Savioja ligt in het natuurpark Kisejärve maastikukaitseala, dat is genoemd naar een ander meer in de buurt, het Kisejärv of Kisõjärv. Het natuurpark heeft een oppervlakte van 5,5 km².

## Geschiedenis
Savioja werd rond 1920 afgesplitst van het buurdorp Preeksa. In 1923 heette het dorp Preeksa-Savioja en in 1952 Сави (Savi). Tussen 1977 en 1997 viel Savioja onder het buurdorp Kärinä.